# Santuario di Nostra Signora del Gazzo
Il santuario di Nostra Signora del Gazzo è un luogo di culto cattolico mariano italiano.
Si trova a Sestri Ponente, quartiere di Genova, sulla sommità del Gazzo (419 m s.l.m.).
Il monte iniziò a essere un luogo di culto nel 1645 quando venne eretta una gigantesca croce di legno affiancata dopo 12 anni da una statua del Madonna della Misericordia in occasione dell'epidemia di peste che decimò la popolazione della Repubblica di Genova.
Nel 1660 iniziò la costruzione di una cappella e nel 1700 venne celebrata la prima messa.
L'8 giugno 1873 fu inaugurata un'opera dello scultore savonese Antonio Brilla, una statua della Madonna alta cinque metri visibile anche da lontano.
Il campanile è dotato di un concerto di sei campane in Si bemolle di cui cinque fuse nel 1937 dalla fonderia "Enrico Picasso e Figli" di Avegno (GE) mentre la più piccola (la più antica) era stata fusa dai genovesi Pagano e Boero nel 1847, ma fu aggiunta successivamente.
Alcuni personaggi illustri hanno visitato il santuario nel corso degli anni: il 18 ottobre 1879 salì il principe ereditario Federico durante il suo soggiorno a Pegli; il 28 marzo 1893 fu visitato da Elisabetta di Baviera, moglie dell'imperatore austroungarico Francesco Giuseppe.
Alcuni locali posti in un edificio adiacente al santuario ospitano un piccolo Museo Speleologico.